# Frauen Union
La Frauen Union (Union des femmes, en français) est l'organisation rassemblant les femmes adhérant à l'Union chrétienne-démocrate d'Allemagne (CDU) ou à l'Union chrétienne-sociale en Bavière (CSU).
Elle a pour objectif de motiver les femmes de se lancer en politique, de porter les revendications féminines en matière de représentation parlementaire et dans les organes partisans, et de donner une formation politique aux femmes.

## Adhésion
L'organisation réunit les femmes ayant adhéré à la CDU, sauf si elles s'y opposent. En revanche, les femmes n'appartenant pas à la CDU mais qui souhaitent intégrer la FU doivent également adhérer au parti. En Bavière, la CSU dispose de sa propre Frauen Union, qui ne requiert pas l'entrée dans la formation chrétienne-sociale.

## Histoire

### Création et premières années
La Frauen Union a ses racines dans le mouvement de libération des femmes de la bourgeoisie chrétienne du milieu du XIXe siècle. Après 1945, des comités de femmes sont constituées au sein de la CDU et de la CSU des zones d'occupation alliée, avant que ne se crée, le 1er mai 1948 à Francfort-sur-le-Main la « communauté de travail des femmes de la CDU/CSU d'Allemagne », dont l'une des fondatrices est Helene Weber, première présidente de l'organisation.
Lors du congrès fédéral de la CDU à Karlsruhe, en 1951, la communauté, sous l'impulsion de Margarete Gröwel, se transforme en « commission fédérale des Femmes », et se sépare de sa branche bavaroise, rattachée à la CSU. Cette même année, elle commence à éditer son journal, Frau und Politik. Elle change à nouveau de nom en mai 1956, devenant « l'association des femmes de la CDU », tandis que le parti décide que tous ses membres féminins en seront désormais adhérentes automatiquement.

### Indépendance
Elle obtient finalement son indépendance statutaire au deuxième congrès de Karlsruhe, en avril 1960. L'année suivante, elle connaît une exposition de premier plan, lorsque le chancelier Konrad Adenauer nomme Elisabeth Schwarzhaupt au gouvernement, faisant d'elle la première femme ministre en Allemagne. En 1988, sous la présidence de Rita Süssmuth, désormais présidente d'honneur et qui préside alors le Bundestag, l'association prend son nom actuel d'Union des femmes (Frauen Union). Elle est dirigée depuis 2001 par Maria Böhmer, déléguée du gouvernement fédéral pour l'Immigration.

### Présidentes de la Frauen Union de la CDU
| Nom                       | Dates       | Dates       |
| ------------------------- | ----------- | ----------- |
| Commission fédérale       |             |             |
| Helene Weber              | 1951        | 1956        |
| Maria Eichelbaum          | 1951        | 1954        |
| Margarete Schuckert       | 1954        | 1956        |
| Organisation indépendante |             |             |
| Helene Weber              | 1956        | 1958        |
| Hedwig Jochmus            | 1956        | 1966        |
| Aenne Brauksiepe          | 1958        | 1971        |
| Charlotte Fera            | 1966        | 1969        |
| Helga Wex                 | 1971        | 1986        |
| Rita Süssmuth             | 1986        | 2001        |
| Maria Böhmer              | 2001        | 2015        |
| Annette Widmann-Mauz      | Depuis 2015 | Depuis 2015 |